# الرابطة الوطنية لهواة جمع ساعات اليد والحائط

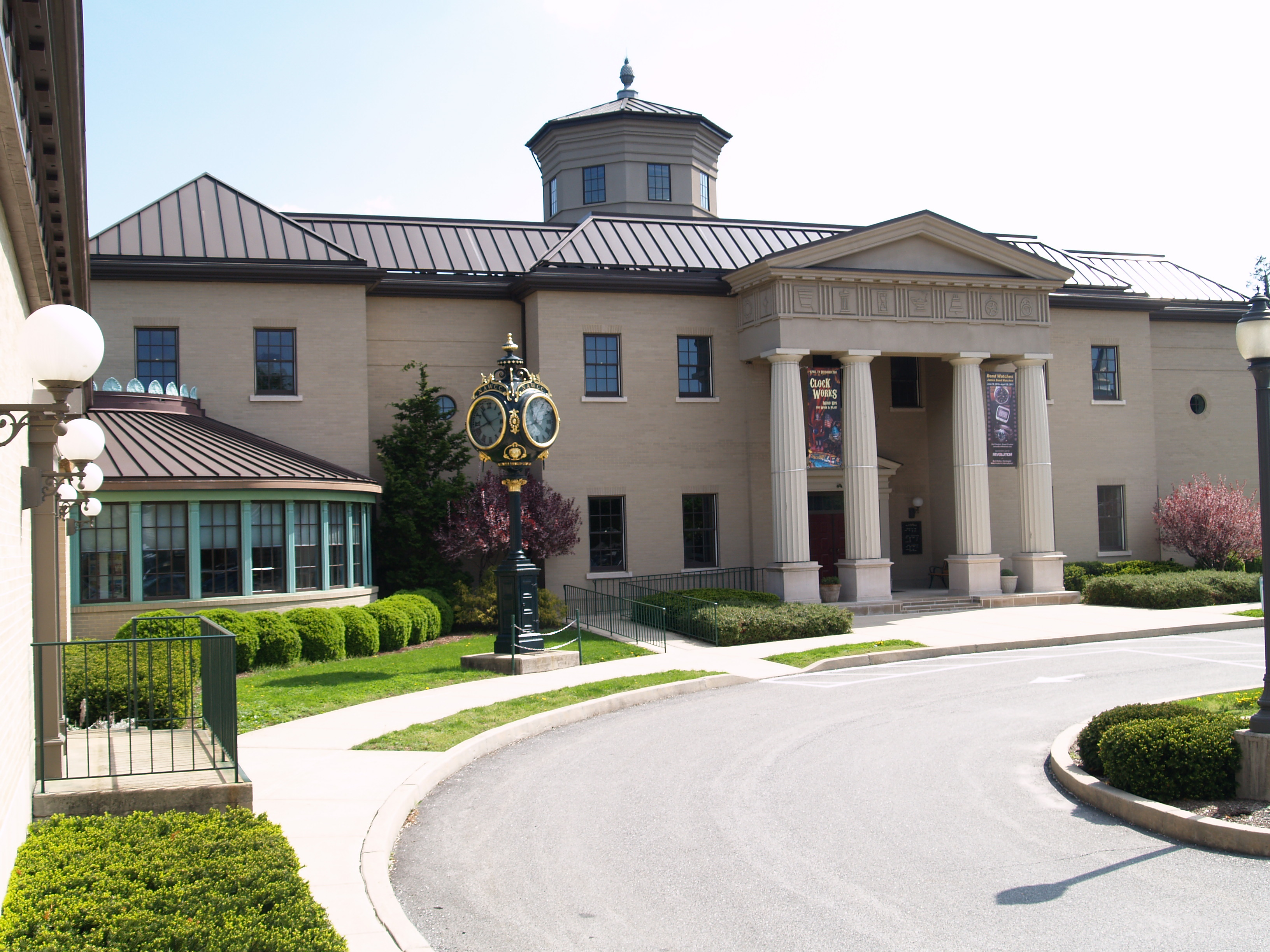

الرابطة الوطنية لهواة جمع ساعات اليد والحائط (بالإنجليزية: National Association of Watch and Clock Collectors)‏ (NAWCC) هي منظمة أمريكية غير ربحية، بها نحو 13000 عضوا.
تأسست الرابطة في عام 1943 من قبل أعضاء «جمعية قياس الزمن في نيويورك»، ونقابة الساعاتيين في فيلادلفيا الذين رغبوا في إنشاء منظمة وطنية. يشارك الكثير من الأعضاء في أكثر من 160 «فرع» محلي، الفرع المحلي لمدينة نيويورك هو رقم (2)، بينما فرع برج الساعة هو رقم 134. تقع الغالبية العظمى من الفروع في الولايات المتحدة، ويوجد عدد أيضا منها في كندا وأستراليا واليابان.
تقام ندوة سنويا في أواخر أكتوبر، حيث يتمكن المتحدثين البارزين من تقديم أبحاثهم والتركيز على موضوع ما.
تنشر نشرة ساعة اليد والحائط وملحقها مارت ويبرز (التي تحتوي على كل من أخبار الجمعية والمقالات العلمية في علم قياس الزمن)، وتعقد كذلك اجتماعات محلية وإقليمية ووطنية.
تم تأسيس المرصد الوطني ومتحف الساعة في عام 1977 من قِبل الرابطة الوطنية لهواة جمع ساعات اليد والحائط، ولديها الآن مجموعة كبيرة من مقاييس الزمن وتدير واحدة من أبرز مكتبات قياس الزمن في العالم. ويقع المتحف، والمكتبة (المكتبة الوطنية لساعة اليد والحائط) في كولومبيا. كما تدير الرابطة مدرسة الرابطة الوطنية لهواة جمع ساعات اليد والحائط لعلم قياس الزمن، حيث يدرب مصلحي ساعة اليد والحائط احترافيا.
تسعى المنظمات الشقيقة الرئيسية في بلدان أخرى إلى تحقيق أهداف مماثلة وهي:
- الجمعية الأثرية لقياس الزمن - (المملكة المتحدة)
- الجمعية الفرنسية لهواة قياس الوقت (فرنسا)
- كرونوميترروفيليا (سويسرا)
- دويتشه جازلسشافت فور كروميتري (ألمانيا)
- هورا الرابطة الإيطالية للثقافة وعلم الوقت القديم (إيطاليا)

## وصلات خارجية
- موقع الرابطة الوطنية لهواة جمع ساعات اليد والحائط

‌